# Коломієць В'ячеслав Володимирович
В'ячеслав Володимирович Коломієць (нар. 14 березня 1974, Чернігів, УРСР) — український футболіст, захисник.

## Життєпис
Футбольну кар'єру розпочав у «Десні», у футболці якої дебютував 4 квітня 1996 року в переможному (2:0) домашньому поєдинку 24-го туру групи А Другої ліги України проти «Славутича». В'ячеслав вийшов на поле в стартовому складі та відіграв увесь матч. Першим голом у професіональному футболі відзначився 19 квітня 1997 року на 12-й хвилині переможного (1:0) домашнього поєдинку 21-го туру групи А Другої ліги України проти комарненського «Газовика». Коломієць вийшов на поле в стартовому складі, а на 78-й хвилині його замінив Володимир Кулик. У чернігівському клубі провів три з половиною сезони, за цей час у чемпіонатах України зіграв 103 матчі (3 голи), ще 10 матчів (1 гол) зіграв у кубку України.
Влітку 1999 року перебрався у «Полісся». У футболці житомирського клубу дебютував 31 липня 1999 року в переможному (3:1) домашньому поєдинку 2-го туру Першої ліги України проти охтирського «Нафтовика». В'ячеслав вийшов на поле в стартовому складі та відіграв увесь матч, а на 62-й хвилині отримав жовту картку. У першій половині сезону 1999/2000 років зіграв 16 матчів за «Полісся» в Першій лізі України, ще 2 поєдинки провів у Другій лізі України за малинський «Папірник».
З 2000 по 2004 рік виступав в аматорському чемпіонаті України за «Факел-ГПЗ» (Варва), «Європу» (Прилуки) та «Ніжин».

## Досягнення
«Десна» (Чернігів)
- Друга ліга України
  -  Чемпіон (1): 1996/97